# Hanover, Virginia
Hanover är administrativ huvudort i Hanover County i Virginia. Vid 2010 års folkräkning hade Hanover 252 invånare. Den nuvarande domstolsbyggnaden i Hanover County byggdes 2015–2017 och det finns också äldre domstolsbyggnader i Hanover.

## Kända personer från Hanover
- Robert C. Nicholas, politiker